# All I Really Want to Do
All I Really Want To Do je album prvijenac pjevačice Cher koji je izdala izdavačka kuća Imperial Records 16. listopada 1965. Album je producirao njen muž Sonny Bono koji je zaslužan za većinu njenih samostalnih albuma tijekom 60-tih godina. Album se većinom sastoji od cover verzija osim tri pjesme koje je za Cher napisao Sonny. Ovaj album bio je njen najuspješniji   album 60-ih, kako Americi, tako i u Ujedinjenom Kraljevstvu.
Album je kod kritičara dobio pozitivne ocjene te su naglasili da se kod Sonnyeve produkcije vrlo jasno čuje utjecaj Phila Spectora kojeg je Bono idealizirao godinama. Osim originalnog izdanja na gramofonskoj ploči, album je 1992. godine izdan na CD-u zajedno s albumom The Sonny Side of Chér u izdanju EMI Recordsa. EMI 1995. godine izdaje box set pod nazivom The Originals koji sadrži njena prva tri albuma (All I really Want To Do, The Sonny Side of Chér i Cher). Album je ponovno izdan na CD-u zajedno s albumom The Sonny Side of Chér, ovoga puta u izdanju BGO Recordsa i to samo u Velikoj Britaniji. Originalna verzija s dvanaest pjesama nikad nije izdana na CD-u.

## Popis pjesama
Strana A
1. "All I Really Want to Do" (Bob Dylan) 2:56
2. "I Go to Sleep" (Ray Davies) 2:28
3. "Needles and Pins" (Sonny Bono, Jack Nitzsche)	2:26
4. "Don't Think Twice"  	(Bob Dylan) 2:25
5. "He Thinks I Still Care" (Dickey Lee Lipscomb)	2:15
6. "Dream Baby" (Sonny Bono) 2:58

Strana B
1. "The Bells of Rhymney" (Idris Davies, Pete Seeger) 3:07
2. "Girl Don't Come" (Chris Andrews) 2:05
3. "See See Rider" (traditional, arranged Sonny Bono, Charles Greene, Robert Stone) 2:38
4. "Come and Stay with Me" (Jackie DeShannon) 2:45
5. "Cry Myself to Sleep" (Mike Gordon) 2:18
6. "Blowin' in the Wind" (Bob Dylan) 3:24

## Produkcija
- glavni vokal: Cher
- producent: Sonny Bono
- bubnjevi: Frank Capp, Sharkey Hall, Jesse Sailes,
- klavir, klavijature: Bill Marx, Michel Rubini, Harold Battiste
- gitare: Barney Kessel, Steve Mann, Mike Post, Randy Stevling
- bass gitara: René Hall, Cliff Hills, Mel Pollen, Lyle Ritz
- perkusija: Gene Estes, Brian Stone, Julius Wechter